# Persone di cognome Andrews
| Questa pagina contiene informazioni ricavate automaticamente dalle voci biografiche con l'ausilio del template Bio e di un bot. L'aggiornamento è periodico e automatico e ricostruisce completamente la pagina. Se manca una persona in questa lista, sei pregato di non aggiungerla, ma accertati piuttosto che la sua voce biografica contenga il template Bio e che i dati anagrafici siano correttamente compilati. Se il template Bio manca, inseriscilo tu stesso o, in alternativa, metti l'avviso {{tmp\|Bio}} che ne segnala la mancanza. Se i dati riportati sono sbagliati, correggi direttamente la voce biografica; le modifiche saranno visibili in questa lista entro pochi giorni. Per chiarimenti vedi il progetto antroponimi. La lista contiene solo le 77 persone che sono citate nell'enciclopedia e per le quali è stato implementato correttamente il template Bio. Pagina aggiornata al 23 lug 2025. |

Questa è una lista di persone presenti nell'enciclopedia che hanno il cognome Andrews, suddivise per attività principale.

## Allenatori di calcio(1)
- Keith Joseph Andrews, allenatore di calcio e ex calciatore irlandese (Dublino, n. 1980)

## Animatori(1)
- Mark Andrews, animatore, regista e designer statunitense (Los Angeles, n. 1968)

## Astronomi(1)
- A. David Andrews, astronomo irlandese (n. 1933)

## Attori(11)
- Anthony Andrews, attore britannico (Londra, n. 1948)
- Dana Andrews, attore statunitense (Contea di Covington, n. 1909 - Los Alamitos, † 1992)
- Dean Andrews, attore britannico (Rotherham, n. 1963)
- Edward Andrews, attore statunitense (Griffin, n. 1914 - Santa Monica, † 1985)
- Giuseppe Andrews, attore, regista e cantautore statunitense (Key Largo, n. 1979)
- Harry Andrews, attore britannico (Tonbridge, n. 1911 - Salehurst, † 1989)
- Kristos Andrews, attore, produttore televisivo e regista statunitense (Los Angeles, n. 1990)
- Naveen Andrews, attore britannico (Londra, n. 1969)
- David Andrews, attore statunitense (Baton Rouge, n. 1952)
- Stanley Andrews, attore statunitense (Chicago, n. 1891 - Los Angeles, † 1969)
- Tige Andrews, attore statunitense (Brooklyn, n. 1920 - Encino, † 2007)

## Attori pornografici(1)
- Ben Andrews, attore pornografico statunitense (Cleveland, n. 1985)

## Attori teatrali(1)
- George Lee Andrews, attore teatrale e cantante statunitense (Milwaukee, n. 1942)

## Attrici(3)
- Julie Andrews, attrice, cantante e scrittrice britannica (Walton-on-Thames, n. 1935)
- Lois Andrews, attrice statunitense (Huntington Park, n. 1925 - Encino, † 1968)
- Nancy Andrews, attrice statunitense (Minneapolis, n. 1920 - New York, † 1989)

## Attrici pornografiche(2)
- Brittany Andrews, attrice pornografica e regista statunitense (Milwaukee, n. 1973)
- Jessie Andrews, ex attrice pornografica, designer e imprenditrice statunitense (Miami, n. 1992)

## Aviatori(1)
- Frank Maxwell Andrews, aviatore e generale statunitense (Nashville, n. 1884 - Fagradalsfjall, † 1943)

## Batteristi(1)
- Bill Andrews, batterista statunitense (n. 1967)

## Calciatori(4)
- Paddy Andrews, calciatore irlandese (Dublino, n. 1906 - Dundrum, † 1981)
- George Andrews, ex calciatore inglese (Dudley, n. 1942)
- Marvin Andrews, ex calciatore trinidadiano (San Juan, n. 1975)
- Ryan Andrews, calciatore inglese (Watford, n. 2004)

## Calciatrici(1)
- Joely Andrews, calciatrice nordirlandese (n. 1991)

## Cantanti(3)
- Brian Andrews, cantante statunitense (Houston, n. 1966)
- Jessica Andrews, cantante statunitense (Wynne, n. 1983)
- Linda Andrews, cantante faroese (Tórshavn, n. 1973)

## Cantautori(2)
- Chris Andrews, cantautore, compositore e produttore discografico inglese (Romford, n. 1942)
- Sisqó, cantautore e produttore discografico statunitense (Baltimora, n. 1978)

## Cantautrici(1)
- Courtney Marie Andrews, cantautrice statunitense (Phoenix, n. 1990)

## Cestisti(2)
- Zach Andrews, ex cestista e stuntman statunitense (Oakland, n. 1985)
- Andrew Andrews, cestista statunitense (Portland, n. 1993)

## Chimici(2)
- Donald Hatch Andrews, chimico statunitense (Southington, n. 1898 - † 1973)
- Thomas Andrews, chimico irlandese (Belfast, n. 1813 - Belfast, † 1885)

## Combinatisti nordici(1)
- Grant Andrews, combinatista nordico statunitense (n. 1997)

## Compositori(1)
- Michael Andrews, compositore, musicista e produttore discografico statunitense (San Diego, n. 1967)

## Criminali(1)
- Donnie Andrews, criminale statunitense (Baltimora, n. 1954 - Manhattan, † 2012)

## Filosofi(1)
- Stephen Pearl Andrews, filosofo e linguista statunitense (Templeton, n. 1812 - New York, † 1886)

## Fisici(1)
- Edgar Andrews, fisico e ingegnere britannico (Didcot, n. 1932)

## Fumettisti(1)
- Kaare Andrews, fumettista, scrittore e regista canadese (Saskatoon, n. 1967)

## Giocatori di football americano(5)
- David Andrews, ex giocatore di football americano statunitense (Johns Creek, n. 1992)
- Josh Andrews, giocatore di football americano statunitense (Los Angeles, n. 1991)
- Mark Andrews, giocatore di football americano statunitense (Scottsdale, n. 1996)
- Tom Andrews, ex giocatore di football americano statunitense (Parma, n. 1962)
- Jake Andrews, giocatore di football americano statunitense (Montgomery, n. 1999)

## Giornaliste(1)
- Erin Andrews, giornalista statunitense (Lewiston, n. 1978)

## Insegnanti(1)
- Ismay Andrews, insegnante, attrice e ballerina statunitense (n. 1895 - New York)

## Militari(1)
- Richard Andrews, militare nativo americano († 1835)

## Nuotatrici(1)
- Theresa Andrews, ex nuotatrice statunitense (n. 1962)

## Paleontologi(1)
- Charles William Andrews, paleontologo britannico (Hampstead, n. 1866 - † 1924)

## Pallanuotisti(1)
- Mark Andrews, ex pallanuotista e rugbista a 15 sudafricano (Elliot, n. 1972)

## Piloti automobilistici(1)
- Keith Andrews, pilota automobilistico statunitense (Denver, n. 1920 - Indianapolis, † 1957)

## Piloti motociclistici(1)
- Simon Andrews, pilota motociclistico britannico (Worcester, n. 1982 - Belfast, † 2014)

## Pistard(3)
- Arthur Andrews, pistard statunitense (Muncie, n. 1876 - Long Beach, † 1930)
- Ellesse Andrews, pistard neozelandese (Christchurch, n. 1999)
- Walter Andrews, pistard canadese (n. 1881 - St. Petersburg, † 1954)

## Politici(2)
- Michael A. Andrews, politico statunitense (Houston, n. 1944)
- Rob Andrews, politico statunitense (Camden, n. 1957)

## Progettisti(1)
- Thomas Andrews, progettista britannico (Comber, n. 1873 - Oceano Atlantico, † 1912)

## Registe(1)
- Benedict Andrews, regista australiano (Adelaide, n. 1972)

## Registi(1)
- David Andrews, regista e attore britannico (n. 1935)

## Sciatrici freestyle(2)
- Eleanor Andrews, sciatrice freestyle statunitense (n. 2007)
- Ruby Andrews, sciatrice freestyle neozelandese (Queenstown, n. 2004)

## Scrittori(1)
- Jesse Andrews, scrittore e sceneggiatore statunitense (Pittsburgh, n. 1982)

## Scrittrici(1)
- Virginia Andrews, scrittrice statunitense (Portsmouth, n. 1923 - † 1986)

## Tastieristi(1)
- Barry Andrews, tastierista e musicista britannico (Londra, n. 1956)

## Tennisti(3)
- Andy Andrews, ex tennista statunitense (Raleigh, n. 1959)
- John Andrews, ex tennista statunitense (Houston, n. 1952)
- Rich Andrews, ex tennista statunitense

## Trombonisti(1)
- Trombone Shorty, trombonista e trombettista statunitense (New Orleans, n. 1986)

## Wrestler(2)
- Mark Andrews, wrestler gallese (Cardiff, n. 1992)
- Scorpio Sky, wrestler statunitense (Los Angeles, n. 1983)

## Zoologi(1)
- Roy Chapman Andrews, zoologo e esploratore statunitense (Beloit, n. 1884 - Beloit, † 1960)